# Aeropuerto de Pune
El aeropuerto de Pune (IATA: PNQ, OACI: VAPO) es un aeropuerto que sirve a la ciudad de Pune, Maharashtra, India. Está ubicado a 10 km de la ciudad, en el pueblo de Lohegaon. El aeropuerto brinda servicio principalmente a destinos nacionales, pero también hay vuelos a Dubái, Abu Dabi y Fráncfort.
El aeropuerto es propiedad de la Fuerza Aérea India, que opera la Base Aérea de Lohegaon al este de la terminal.

## Historia
Lufthansa inició un servicio entre Pune y Fráncfort del Meno, Alemania, en julio de 2008. Utilizaba un Airbus A319 que contaba solo con asientos de clase ejecutiva; la aerolínea afirmaba que solo un avión de tal tamaño sería capaz de aterrizar en la corta pista del aeropuerto. Adicionalmente, necesitaba limitar el número de asientos para que la aeronave pudiera tener más combustible. PrivatAir después empezó a efectuar por Lufthansa los vuelos a Pune, pero se declaró en quiebra en diciembre de 2018. Como consecuencia, Lufthansa decidió cesar de volar a la ciudad india dos meses más tarde.

## Aerolíneas y destinos
Las siguientes compañías sirven a Pune:
| Aerolíneas        | Destinos | Refs.  |
| ----------------- | --- | ------ |
| Air India         | Bombay, Delhi | [ 6 ]  |
| Air India Express | Bangalore, Bhubaneswar, Calcuta, Delhi, Guwahati, Jaipur, Lucknow | [ 8 ]  |
| Akasa Air         | Ahmedabad, Ayodhya, Bangalore, Bhubaneswar, Delhi, Goa–Mopa | [ 9 ]  |
| Alliance Air      | Hyderabad |        |
| IndiGo            | Ahmedabad, Amritsar, Bangalore, Calcuta, Chandigarh, Chennai, Coimbatore, Dehradun, Delhi, Goa–Mopa, Guwahati, Hubli, Hyderabad, Indore, Jaipur, Jodhpur, Kochi, Lucknow, Mangalore, Nagpur, Patna, Prayagraj, Raipur, Rajkot, Ranchi, Thiruvananthapuram, Vadodara, Varanasi, Visakhapatnam | [ 17 ] |
| SpiceJet          | Ahmedabad, Bangalore, Bhavnagar, Chennai, Delhi, Dubai–Internacional, Goa–Dabolim, Goa–Mopa, Hyderabad, Jaipur, Kochi, Madurai | [ 18 ] |
| Star Air          | Bangalore, Hyderabad, Kishangarh |        |
| Vistara           | Delhi, Singapur | [ 23 ] |

## Estadísticas
Ver fuente y consulta Wikidata.